# Miguelito (ur. 1990)
Miguelito, właśc. Luís Miguel Teixeira Ribeiro (ur. 9 marca 1990 w Amarante) – portugalski piłkarz grający na pozycji środkowego pomocnika w cypryjskim klubie Nea Salamina Famagusta.
Wychowanek i wieloletni zawodnik Amarante FC. W swojej karierze grał również w Olympiakosie Nikozja i Ethnikosie Achna.